# جدجد ضعيف
جدجد ضعيف (الاسم العلمي: Gryllus debilis) هو نوع من الحشرات يتبع جنس الجدجد من فصيلة الجداجد الحقيقية.